# Афицеров, Пётр Иванович
Пётр Иванович Афицеров (18 августа 1928, д. Стрыкили, Горецкий район — 16 декабря 1997 года) — Герой Социалистического Труда (1966).

## Биография
С 1944 года работал механизатором в колхозе «Путь Ленина» Горецкого района. С 1955 года возглавлял комплексную бригаду, которая выращивала лён, картофель и кормовые культуры. В 1966 году коллектив бригады получил с гектара по 13,8 центнеров зерновых 130 ц., картофеля 9,4 ц. льносемян 8 ц. льноволокна, озимой ржи 40 ц., ячменя 34 ц., овса 39 центнеров с гектара. Каждый гектар льна дал по 2000 рублей 8 копеек. С 1976 года — помощник бригадира полеводческой бригады этого колхоза. Бригада неоднократно была участницей Всесоюзной Выставки Достижений Народного Хозяйства СССР.
Звание Героя присвоено за успехи, достигнутые в увеличении производства и заготовок продукции сельского хозяйства.

## Награды
- Медаль «Серп и Молот»
- Орден Ленина
- Две золотые и две серебряные, одна бронзовая медаль ВДНХ СССР.

## Память
В его честь на аллее Героев Советского Союза и Социалистического Труда в г. Горки Могилёвской области установлен памятный знак.